# توماس بیستروم
توماس بیستروم (انگلیسی: Thomas Byström; ۲۷ نوامبر ۱۸۹۳ – ۲۲ ژوئیهٔ ۱۹۷۹) از برندگان مدال‌های المپیک تابستانی اهل سوئد بود.